# Mythic Entertainment
Mythic Entertainment (anteriormente Interworld Productions, EA Mythic e BioWare Mythic) foi uma desenvolvedora de jogos eletrônicos sediada em Fairfax, mais amplamente reconhecida pelo desenvolvimento do MMORPG Dark Age of Camelot (2001). A Mythic foi uma criadora prolífica de jogos online multijogador desde a sua criação em meados da década de 1990.

## História
A Mythic Entertainment foi fundada sob o nome Interworld Productions em 1995 por Mark Jacobs e Rob Denton, a partir da fusão de duas desenvolvedoras: a Adventures Unlimited Software, fundada em 1984 por Jacobs, e a Interesting Systems, co-fundada em 1990 por Denton. Em 1997, a empresa mudou o seu nome para Mythic Entertainment.
Em 20 de junho de 2006, a empresa foi adquirida pela Electronic Arts, que mudou o seu nome para EA Mythic. A empresa foi renomeada para Mythic Entertainment em 10 de julho de 2008.
Em 24 de junho de 2009, foi anunciado que, como parte de um plano de reestruturação da EA, a Mythic Entertainment e a BioWare se uniriam em uma nova divisão de RPG/MMO, chefiada pelo gerente geral da BioWare, Ray Muzyka. Também foi revelado que o atual gerente geral e chefe de longa data da Mythic, Mark Jacobs, havia deixado a EA em 23 de junho de 2009 e seria substituído por Rob Denton. A empresa foi então renomeada para BioWare Mythic. Em 9 de novembro de 2009, a Mythic fez parte de uma redução mais ampla de pessoal na Electronic Arts. O número de funcionários dispensados não foi divulgado.
Em 2012, o estúdio foi renomeado novamente para Mythic Entertainment.

## Jogos desenvolvidos
| Ano                         | Título                                  | Plataforma(s)                        | Ref.                        |
| Como Interworld Productions | Como Interworld Productions             | Como Interworld Productions          | Como Interworld Productions |
| --------------------------- | --------------------------------------- | ------------------------------------ | --------------------------- |
| 1996                        | Dragon's Gate                           | Windows                              | [ 12 ]                      |
| 1996                        | Rolemaster: Magestorm                   | Windows                              | [ 13 ]                      |
| Como Mythic Entertainment   |                                         |                                      |                             |
| 1997                        | Darkness Falls                          | Windows                              | [ 12 ]                      |
| 1998                        | Aliens Online                           | Windows                              | [ 14 ]                      |
| 1998                        | Godzilla Online                         | Windows                              | [ 15 ]                      |
| 1998                        | Starship Troopers: Battlespace          | Windows                              | [ 16 ]                      |
| 1999                        | Darkness Falls: Crusade                 | Windows                              | [ 12 ]                      |
| 1999                        | Spellbinder: The Nexus Conflict         | Windows                              | [ 17 ]                      |
| 2000                        | Independence Day Online                 | Windows                              | [ 18 ]                      |
| 2001                        | Dark Age of Camelot                     | Windows                              | [ 12 ]                      |
| 2003                        | Dark Age of Camelot: Trials of Atlantis | Windows                              | [ 19 ]                      |
| 2004                        | Dark Age of Camelot: Catacombs          | Windows                              | [ 20 ]                      |
| 2005                        | Dark Age of Camelot: Darkness Rising    | Windows                              | [ 21 ]                      |
| 2008                        | Warhammer Online: Age of Reckoning      | Windows                              | [ 22 ]                      |
| 2009                        | Ultima Online: Stygian Abyss            | Windows                              | [ 23 ]                      |
| Como BioWare Mythic         |                                         |                                      |                             |
| 2011                        | Dragon Age II                           | - Windows - PlayStation 3 - Xbox 360 | [ 24 ]                      |
| Como Mythic Entertainment   |                                         |                                      |                             |
| 2013                        | Ultima Forever: Quest for the Avatar    | iOS                                  | [ 25 ]                      |
| 2014                        | Dungeon Keeper                          | - iOS - Android                      | [ 26 ]                      |